# Fortalesa de Khertvisi
La Fortalesa de Khertvisi (georgià: ხერთვისის ციხე) és una de les fortaleses més antigues de Geòrgia i va funcionar durant tot el període feudal georgià. Està situada al poble de Khertvisi, al municipi d'Aspindza, al sud de Geòrgia, a la regió de Meskheti. La fortalesa es va esmentar per primera vegada als segles X-XI. L'església va ser construïda el 985 i les muralles actuals es van construir el 1354. Segons una llegenda local, Khertvisi va ser destruïda per Alexandre el Gran, tot i que després ha estat reconstruïda i envaïda en nombroses ocasions al llarg dels segles.

## Edat Mitjana i ús posterior
Als segles X i XI va ser el centre de la regió de Meskheti. Durant el segle XII es va convertir en una ciutat. Al segle XIII els mongols la van destruir i fins al segle XV va perdre el seu poder. Segons la inscripció en una pedra trobada a la fortalesa, es va dur a terme una reconstrucció important entre els anys 1354 i 1356 per Zakari Kamkamishvili. Des de finals del segle XIII fins al segle XV, va estar en mans dels senyors de Meskheti de la família Jaqeli. Al segle XVI, la regió sud de Geòrgia va ser envaïda pels otomans. Durant els següents 300 anys, també van posseir Khertvisi. El 1624, la fortalesa va ser presa temporalment per Giorgi Saakadze. Un altre intent reeixit, tot i que temporal, va ser fet pel rei Heracli II el 1771.

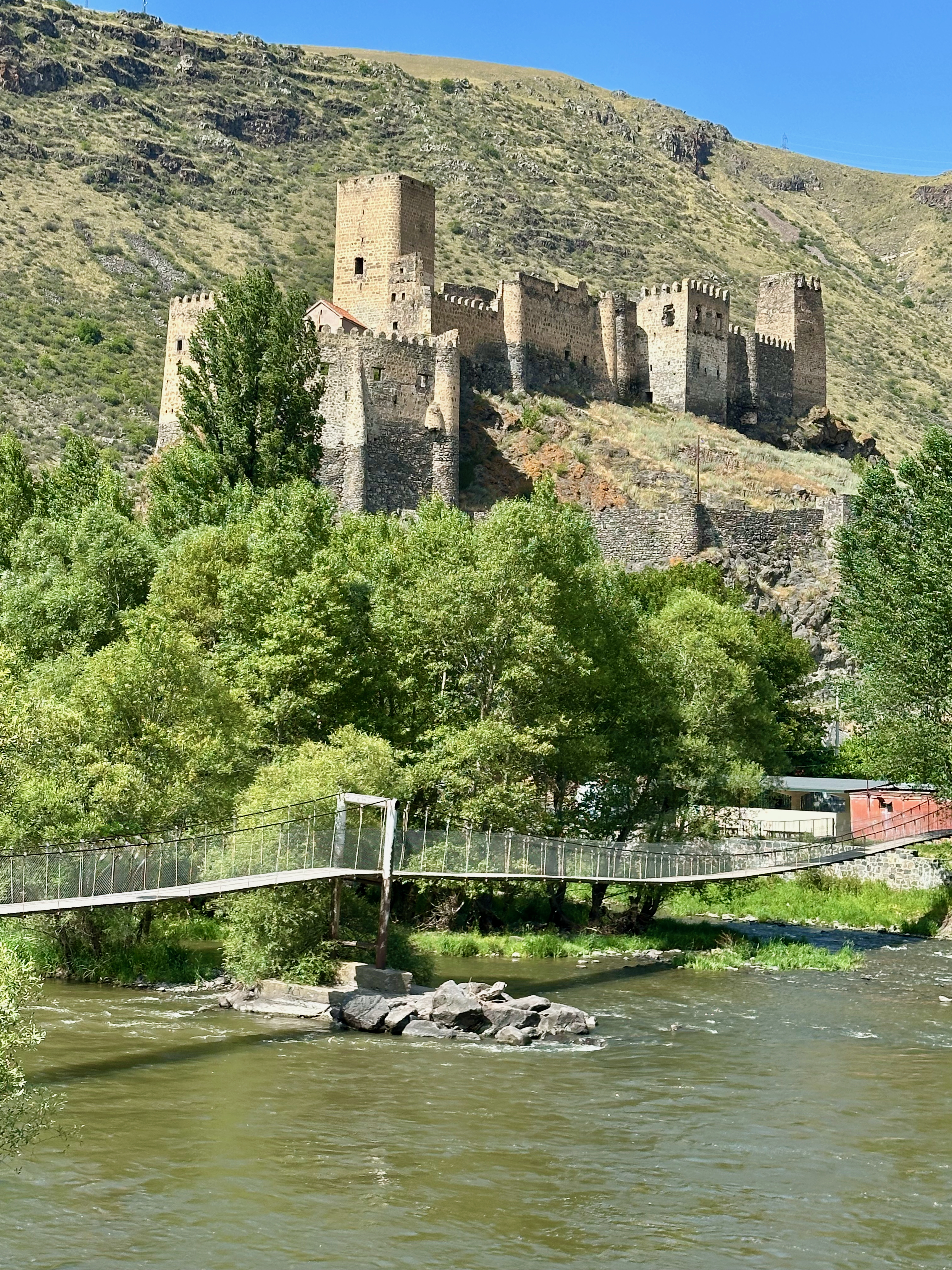
Fortalesa de Khertvisi amb passarel·la al riu

Khertvisi finalment es va alliberar dels otomans el 1828. A finals del segle XIX, les Forces Armades de l'exèrcit rus van retornar els territoris perduts i Khertvisi es va convertir en la base militar de les tropes russes.

## Arquitectura
La fortalesa de Khertvisi està situada en un turó rocós alt, en un estret canyó a la confluència dels rius Mtkvari i Paravani.
Està composta per la ciutadella amb torres i el pati inferior, envoltava la ciutadella pel sud i per l’est. La ciutadella, situada al capdamunt de la muntanya, està formada per diverses parts més petites i separades. Dos túnels al nord condueixen fins al riu.